# Schloss Waldbach
Das abgegangene Schloss Waldbach lag im Ortsteil Waldbach der Gemeinde Gschwandt bei Gmunden im Bezirk Gmunden von Oberösterreich (Müllerbachstraße 15).

## Geschichte
Das Schloss wurde 1441 von Wolfgang Freytag, dem landesfürstlichen Salzamtmann in Gmunden, auf Traunkirchener Grund erbaut.
Besitzer von Waldbach waren 1447 Therese und Thomas Freytag. 1490 wird ein Wolf Freytag als Eigentümer genannt. 1600 kam Waldbach an den Veith Spindler von Hofegg, der ebenfalls Salzamtmann in Gmunden war. Sein Enkel Johann Anton Spindler von Hofegg erwarb 1653 auch das nahegelegene Schloss Weyer. 1725 wird Karl Josef Oktavianus von Frey als Besitzer angeführt. Um diese Zeit war das Schloss bereits „ganz abkommen und zerfallen“. 1820 wurde Waldbach durch den Freiherrn von Frey mit Schloss Weyer vereint. Danach kam Waldbach an Engelhardt und Josef Kirchmayr. Ignaz, der Sohn von Josef, ließ 1885 das Schloss wegen Baufälligkeit abreißen.
Aus dem Baumaterial entstand ein Bauernhof (Waldbach 150). Der Schlossteich wurde 1953 teilweise trockengelegt, ist aber noch vorhanden. Nach dem Abriss des Schlosses wurde auf der entstandenen Halbinsel eine Villa errichtet.